# Miami Horror

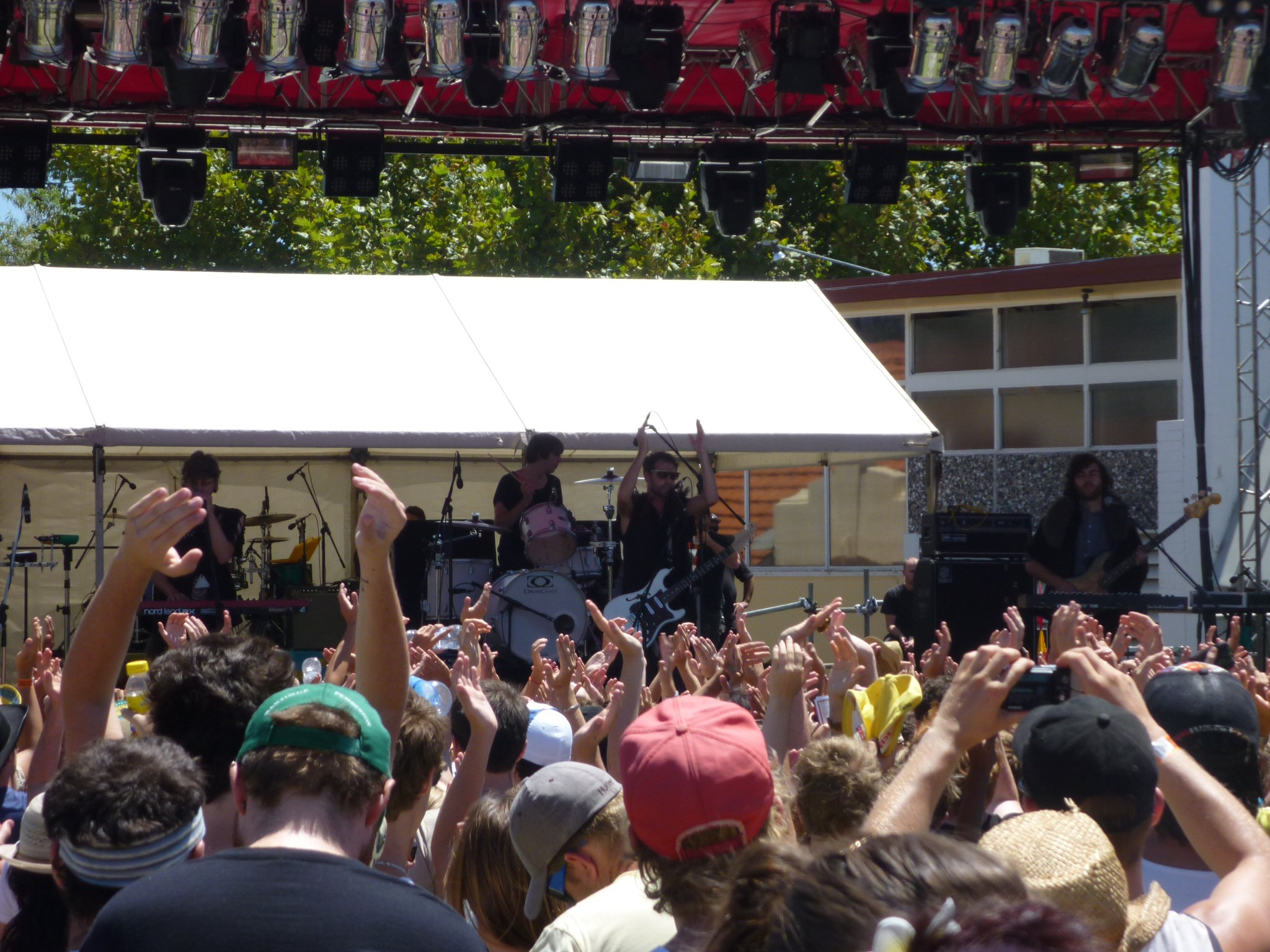
Miami Horror op de Big Day Out in Claremont, 31 januari 2010

Miami Horror is een Australische indietronica band uit Melbourne, Victoria, met een 80-90s disco-housestijl. Miami Horror kan verwijzen naar de producent, Benjamin Plant, of de vierdelige liveband.

## Biografie
Miami Horror heeft invloeden van dance-popartiesten van de jaren 1970 en 1980, zoals Prince, ELO, New Order en Michael Jackson, maar ook progressieve rock acts als Todd Rundgren, Supertramp en Pink Floyd, gecombineerd met moderne productietechnieken.
Miami Horror bracht haar debuutalbum Illumination uit op 20 augustus 2010 in Australië.Daarnaast zijn er drie singles uitgebracht: "Moon Theory" (uitgebracht 16 april 2010), "I Look to You" en "Holidays".
Hun single All it ever was maakt deel uit van de officiële soundtrack van de videogame FIFA 16.

## Bandleden
- Benjamin Plant - zang, keyboard
- Josh Moriarty - gitaar
- Aaron Shanahan - drum
- Daniel Whitechurch - bas, keyboard, gitaar

## Discografie

### Studioalbums
- Illumination (2010)[1]
- All Possible Futures (2015)

### Ep's
- Bravado (2008)

### Singles
- "Sometimes" (2009)[2]
- "Moon Theory" (2010)[2]
- "I Look to You" (featuring Kimbra) (2010)[2]
- "Holidays" (featuring Alan Palomo) (2010)[2]
- "Summersun" (2011)[2]
- "Under the Milky Way" (2011) -- cover van The Church